# Dean Brody
Dean Brody (Smithers, 12 agosto 1975) è un cantautore canadese, esponente di musica country.

## Discografia
- 2009 – Dean Brody
- 2010 – Trail in Life
- 2012 – Dirt
- 2013 – Crop Circles
- 2015 – Gypsy Road
- 2016 – Beautiful Freakshow
- 2019 – Black Sheep
- 2020 – Boys

## Premi
- Juno Awards
  - 2014 – "Album country dell'anno" – Crop Circles
  - 2016 – "Album country dell'anno" – Gypsy Road
- Canadian Country Music Association
  - 2010 – "Singolo dell'anno" – Brothers
  - 2011 – "Album dell'anno" – Trail in Life
  - 2011 – "Singolo dell'anno" – Trail in Life
  - 2011 – "Cantautore dell'anno"
  - 2012 – "Artista maschile dell'anno"
  - 2012 – "Album dell'anno" – Dirt
  - 2013 – "Artista maschile dell'anno"
  - 2014 – "Album dell'anno" – Crop Circles
  - 2015 – "Video dell'anno" – Upside Down